# Federico Gastón Fernández
Federico Gastón Fernández (* 17. Oktober 1989 in Tigre) ist ein argentinischer Handballspieler.

## Karriere

### Verein
Der 1,89 m große Linksaußen begann seine Laufbahn bei Universidad Nacional de Luján Handball. Im Sommer 2011 wechselte er in die spanische Liga ASOBAL zu BM Ciudad Encantada. Nach zwei Jahren kehrte er wieder zurück zu UNLu, die seit 2020 als San Fernando Handball antreten.
Mit seinem Team gewann er mehrfach die argentinische Meisterschaft sowie 2023 erstmals die Süd- und zentralamerikanische Vereinsmeisterschaft, wodurch sich San Fernando für den IHF Super Globe 2023 qualifizierte.

### Nationalmannschaft
Mit der argentinischen Nationalmannschaft gewann Fernández mehrfach die Panamerikameisterschaft und die Panamerikanischen Spiele sowie je einmal die Süd- und mittelamerikanische Meisterschaft und die Südamerikaspiele.
Außerdem nahm er an den Olympischen Spielen 2012, 2016 und 2020 sowie den Weltmeisterschaften 2011, 2013, 2015, 2017, 2019 und 2021 teil.

### Erfolge
UNLu/San Fernando Handball:
- Argentinische Meisterschaft (Apertura/Clausura): 2016, 2018, 2019, 2021, 2022
- Panamerikanische Vereinsmeisterschaft: 3. Platz 2017
- Süd- und zentralamerikanische Vereinsmeisterschaft: Sieger 2023, 2. Platz 2019, 3. Platz 2022

Panamerikameisterschaft:
- Gold 2010, 2012, 2014, 2018
- Bronze 2016

Panamerikanische Spiele:
- Gold 2011, 2019, 2023
- Silber 2015

Süd- und mittelamerikanische Meisterschaft:
- Gold 2020
- Silber 2022

Südamerikaspiele:
- Gold 2022
- Silber 2010, 2014, 2018

## Privates
Sein älterer Bruder Juan Pablo ist ebenfalls Handballnationalspieler und nahm mit ihm gemeinsam an den Olympischen Spielen 2016 teil.